# بهار در حال پاشیدن ستاره‌ها
بهار در حال پراکندن ستاره‌ها یک نقاشی مربوط به سال توسط نقاش آمریکایی ادوین‌ بلاشفیلد (انگلیسی: Edwin Blashfield) است. این نقاشی تمثیل از بهار است که در آن یک زن برهنه که نمایانگر بهار است روی یک ماه خیس ایستاده و در حال پاشیدن ستاره‌ها در آسمان است. این نقاشی در مجموعه رابرت فانک (انگلسیس: Robert Funk Inventory) فهرست شده‌است.
بهار در حال پاشیدن ستاره‌ها در حراج هریتیج (انگلیسی: Heritage) به حراج گذاشته شده و هم‌اکنون متعلق به یک کلکسیون شخصی است.